# Eleição municipal de Juazeiro do Norte em 2008
A eleição municipal de 2008 em Juazeiro do Norte aconteceu em 5 de outubro de 2008, com o objetivo de eleger prefeito e vice-prefeito da cidade e membros da Câmara de Vereadores.
O prefeito titular era Raimundo Macêdo, do PSDB, que não se candidatou á reeleição. Quatro candidatos concorreram à prefeitura de Juazeiro do Norte. Manoel Santana, do PT, foi eleito com 57,92% dos votos.

## Candidatos
Nota: a tabela a seguir está organizada por ordem alfabética de candidatos.
| Prefeito(a)     | Prefeito(a) | Prefeito(a) | Vice-prefeito(a)  | Vice-prefeito(a) | Vice-prefeito(a) | Coligação                                                   | Nº |
| Candidato(a)    | Partido     | Partido     | Candidato(a)      | Partido          | Partido          | Coligação                                                   | Nº |
| --------------- | ----------- | ----------- | ----------------- | ---------------- | ---------------- | ----------------------------------------------------------- | -- |
| Carlos Cruz     |             | PP          | Lucildo Leite     |                  | PDT              | "Juazeiro Unido" (PP / PDT / PRB)                           | 11 |
| Gorete Pereira  |             | PR          | Giovanni Sampaio  |                  | PTC              | "Juazeiro de Mãos Limpas" (PR / PTC / PSDC / DEM)           | 22 |
| Manoel Santana  |             | PT          | Roberto Celestino |                  | PSB              | "Vitória do Povo" (PT / PSB / PSC / PHS / PRP / PCdoB)      | 13 |
| Manoel Salviano |             | PSDB        | Ivan Bezerra      |                  | PTB              | "Pra Juazeiro Crescer" (PSDB / PTB / PTN / PSL / PRTB / PV) | 45 |

## Resultados

### Prefeito
| Partido | Partido | Candidato       | Votos   | Votos (%) |
| ------- | ------- | --------------- | ------- | --------- |
|         | PT      | Manoel Santana  | 67 156  | 57,92%    |
|         | PSDB    | Manoel Salviano | 37 049  | 31,95%    |
|         | PP      | Carlos Cruz     | 10 637  | 9,17%     |
|         | PR      | Gorete Pereira  | 1 110   | 0,96%     |
| Totais  | Totais  | Totais          | 115 952 |           |
| Fonte:  |         |                 |         |           |

### Vereadores eleitos
| Candidato(a)         | Partido | Votação      | Votação |       |
| -------------------- | ------- | ------------ | ------- | ----- |
| Candidato(a)         | Partido | Ronnas Motos | PHS     | 2.895 |
| Sargento Nivaldo     | DEM     | 2.887        |         |       |
| Mira Sampaio         | PP      | 2.884        |         |       |
| Maria Torres         | PPS     | 2.778        |         |       |
| Francisca Delian     | PHS     | 2.475        |         |       |
| Tarso Magno          | PSL     | 2.232        |         |       |
| Firmino Calú         | PRP     | 2.125        |         |       |
| Glêdson Bezerra      | PTB     | 1.933        |         |       |
| Amarilio Pequeno     | PPS     | 1.919        |         |       |
| Zé de Amélia         | PSL     | 1.803        |         |       |
| Adauto Araújo        | PSC     | 1.625        |         |       |
| Antônio Ferreira     | PCdoB   | 1.250        |         |       |
| Roberto Sampaio Lima | PSB     | 995          |         |       |